# Acraga canaquitam
Acraga canaquitam is een vlinder uit de familie van de Dalceridae. De wetenschappelijke naam van de soort is voor het eerst geldig gepubliceerd in 1925 door Dyar.